# 吴泽林
吳澤林（1998年11月28日—），中国男歌手、演员和主持人 ，毕业于厦门大学嘉庚学院环境设计专业，2022年签约湖南卫视，现担任湖南卫视《你好，星期六》等多档节目主持人。

## 演艺经历
吴泽林最初以网红的身份积累了一定的知名度。2019年，以嘉尚传媒训练生的身份参加爱奇艺选秀节目《青春有你 (第一季)》，初次评级中因为接触说唱时间较短，出现明显失误，遭到青春制作人代表張藝興严厉批评，其他导师也给出负面评价，嘉尚传媒全员评级为F，第三次公演后淘汰，最终排名37。2020年，参加腾讯视频真人秀《认真的嘎嘎们》，开始向综艺咖转型。2022年1月，加入《天天向上》，成为“好好学习团”成员。同年签约湖南卫视，连续多年主持湖南卫视元宵喜乐会和跨年晚会。2023年，加入《你好，星期六》，成为与何炅搭档的第二主持人。

## 作品

### 综艺节目
- 《青春有你 (第一季)》
- 《认真的嘎嘎们》
- 《天天向上》
- 《你好，星期六》
- 《密室大逃脱 大神版》
- 《创业开放麦》
- 《森林进化论》
- 《时光音乐会》
- 《我想和你唱 (第五季)》

### 电视剧
| 年份 | 剧名             | 角色   | 备注     |
| ---- | ---------------- | ------ | -------- |
| 2021 | 你微笑時很美     | 灵猫   |          |
| 2020 | 这个少年我想退货 | 于家傲 |          |
| 2019 | 生活对我下手了2  | 吴泽林 | 网络短剧 |

### EP
2019年发布EP《Return》，包括《Return》和《非常特别》两首歌曲，发行方为嘉尚传媒。